# Zaljev Episkopi
| grad Limassol Zaljev Akrotiri Limasolsko sl. jezero poluotok Akrotiri Zaljev Episkopi Rt Zevgari Rt Gata |

Zaljev Episkopi (grčki: Κόλπος Επισκοπής; tur. Piskobu Körfezi) je zaljev na jugozapadnoj obali otoka Cipra, između Pafosa i Akrotirija. Poznato je po svojim plažama i ribljim restoranima. Unatoč turskoj invaziji i etničkoj podjeli Cipra koja je uslijedila 1974., određeni broj ciparskih Turaka odlučio je ostati na tom području.
Zaljev Episkopi je gnijezdilište goleme i glavate želve, a obje su na popisu ugroženih vrsta IUCN-a. Episkopi Turtlewatch  Arhivirana inačica izvorne stranice od 5. ožujka 2022. (Wayback Machine) lokalna je volonterska skupina posvećena očuvanju kornjača i njihovih plaža za gniježđenje.